# Le Tampon
Le Tampon és un municipi francès, situat a l'illa de la Reunió. L'any 2004 tenia una població estimada de 20.090 habitants. Limita al nord amb La Plaine-des-Palmistes, al nord-est amb Sainte-Rose, a l'est amb Saint-Joseph, al sud amb Saint-Pierre, a l'oest amb Entre-Deux i al nord-oest amb Saint-Benoît.

## Demografia
| 1961                                       | 1968   | 1975   | 1982   | 1990   | 1999   | 2006   |
| ------------------------------------------ | ------ | ------ | ------ | ------ | ------ | ------ |
| 21.183                                     | 31.378 | 36.107 | 40.545 | 47.593 | 60.323 | 69.849 |
| Des de 1962: població sense dobles comptes |        |        |        |        |        |        |

## Administració
| Període   | Identitat                     | Partit |
| --------- | ----------------------------- | ------ |
| 1925-1935 | Edgar Avril                   |        |
| 1935-1942 | Georges Avril                 |        |
| 1942-1945 | Evenor Lallemand              |        |
| 1945-1947 | Edgar Avril                   |        |
| 1947-1953 | Roger Bénard                  |        |
| 1953-1983 | Paul Badré                    |        |
| 1983-2006 | André Thien Ah Koon           | UMP    |
| 2006-     | Didier Georges Anthony Robert | UMP    |